# Schlei farkasfalka
A Schlei farkasfalka a Kriegsmarine tengeralattjárókból álló második világháborús támadóegysége volt, amely összehangoltan tevékenykedett 1942. január 16. és 1942. február 12. között az Atlanti-óceán északi részén, főleg Izland és a Brit-szigetek között, illetve azoktól nyugatra, valamint Norvégia és Izland között. A Schlei (Compó)  farkasfalka hét búvárhajóból állt, amelyek három hajót, köztük két korvettet süllyesztettek el. A tengeralattjárók nem szenvedtek veszteséget.

## A farkasfalka tengeralattjárói
| A hajó száma | Parancsnoka                   | Részvétel kezdete | Részvétel vége    |
| ------------ | ----------------------------- | ----------------- | ----------------- |
| U–136        | Heinrich Zimmermann           | 1942. február 1.  | 1942. február 12. |
| U–213        | Amelung von Varendorff        | 1942. február 1.  | 1942. február 12. |
| U–404        | Otto von Bülow                | 1942. január 21.  | 1942. február 24. |
| U–578        | Ernst-August Rehwinkel        | 1942. január 16.  | 1942. február 24. |
| U–591        | Hans-Jürgen Zetzsche          | 1942. január 21.  | 1942. február 12. |
| U–656        | Ernst Kröning                 | 1942. január 17.  | 1942. február 24. |
| U–753        | Alfred Manhardt von Mannstein | 1942. január 19.  | 1942. február 24. |

### Elsüllyesztett hajók
| Dátum             | A búvárhajó száma | A hajó neve     | Nemzetisége        | Vízkiszorítása | Konvoj |
| ----------------- | ----------------- | --------------- | ------------------ | -------------- | ------ |
| 1942. február 5.  | U–136             | HMS Arbutus*    | Egyesült Királyság | 925            | ON–63  |
| 1942. február 11. | U–136             | Heina           | Norvégia           | 4028           | SC–67  |
| 1942. február 11. | U–136             | HMCS Spikenard* | Kanada             | 925            | SC–67  |

* Hadihajó